# Cerro Azul, Chile
Cerro Azul är ett berg i Chile.   Det ligger i provinsen Provincia de Talca och regionen Región del Maule, i den södra delen av landet, 240 km söder om huvudstaden Santiago de Chile. Toppen på Cerro Azul är 3 788 meter över havet, eller 1 079 meter över den omgivande terrängen. Bredden vid basen är 7,0 km.
Terrängen runt Cerro Azul är bergig österut, men västerut är den kuperad. Runt Cerro Azul är det glesbefolkat, med 8 invånare per kvadratkilometer.. Det finns inga samhällen i närheten.
Trakten runt Cerro Azul är ofruktbar med lite eller ingen växtlighet.